# Туркмено-японские отношения
Дипломатические отношения между Туркменистаном и Японией установлены 22 апреля 1992 года.

## Посольство Туркменистана в Японии
Посольство Туркменистана в Японии (г. Токио) открылось в мае 2013 года. Посольство расположено по адресу: г. Токио, Сибуя-ку, Хигаси 2-6-14.
С 21 октября 2013 года посольство возглавляет Чрезвычайный и Полномочный посол Туркменистана в Японии Курбанмамед Ильясов.

### Послы
1. Ильясов, Курбанмамед (2013—н. в.)[3]

## Посольство Японии в Туркменистане
Посольство Японии в Туркменистане (г. Ашхабад) открылось в январе 2005 года Посольство расположено по адресу: г. Ашхабад, ул. 10-летия Независимости д. 60 Торговый Центр «Пайтагт» (9-10 этаж).
С сентября 2016 года посольство возглавляет Чрезвычайный и Полномочный посол Японии в Туркменистане Такахико Кацумата.

### Послы
1. Ясуо Сайто (2006—2009) с резиденцией в Москве
2. Масахару Коно (2009—2011) с резиденцией в Москве
3. Тикахито Харада (2011—2015) с резиденцией в Москве[6]
4. Тоёхиса Кодзуки (2016) с резиденцией в Москве[7]
5. Такахико Кацумата (2016—н. в.)[5]

### Поверенные в делах
1. Хоригути Мицуру
2. Ясусигэ Окимото (2013—2015)[8][9]